# Elios Andreini
Elios Andreini (Bagnacavallo, 8 settembre 1940 – Adria, 8 giugno 2022) è stato un politico italiano.

## Biografia
Di professione insegnante, ricopre il ruolo di segretario provinciale della CGIL Scuola di Rovigo. Esponente del Partito Comunista Italiano, ricopre il ruolo di consigliere provinciale a Rovigo e capogruppo del PCI, oltre che di segretario provinciale del partito; viene eletto senatore nel 1987. Dopo la svolta della Bolognina aderisce al Partito Democratico della Sinistra, di cui è segretario provinciale a Rovigo e con il quale viene confermato al Senato alle elezioni del 1992. Termina il proprio mandato parlamentare nel 1994. Dopo il PDS aderisce ai DS, al cui scioglimento nel 2007 decide di non proseguire nell’approdo al Partito Democratico.
Muore all'età di 81 anni nel giugno 2022.